# CatalunyaCaixa
CatalunyaCaixa était un Sistema Institucional de Protección créé le 1er juillet 2010, entre les caisses d'épargnes Caixa Catalunya, Caixa Tarragona et Caixa Manresa. 
Catalunya Banc était l'une de ses filiales avant sa nationalisation rapide par le fonds de restructuration des banques espagnoles entre 2010 et 2011. Le 28 décembre 2012, CatalunyaCaixa devient une fondation.
En juillet 2014, BBVA acquiert pour 1,2 milliard d'euros Catalunya Banc alors que l'État espagnol via le FROB avait investi dans Catalunya Banc/CatalunyaCaixa 12 milliards d'euros.